# 吉林机器局
吉林机器局，设置于清光绪八年（1882年），是洋务运动期间在中国东北成立的一座机械化军火工厂，是今天中国兵器吉林江北机械制造有限责任公司的前身。
吉林机器局旧址现存有原机器局北门和1928年张作相主持建造的三间军火库，位于中国吉林省吉林市昌邑区东局子街道江湾路204号，现作为吉林市艺术中心使用。2019年10月7日登录为第八批全国重点文物保护单位。

## 历史
吉林机器局兴建于光绪八年（1882年）3月的洋务运动之中，是东北地区唯一的大型军火工厂。
光绪六年（1880年）年3月2日，原陕西学政、河北道吴大澂随吉林将军铭安办理西北边防。此时吴大澂了解到珲春黑顶子长期被沙俄占据。于是请求朝廷授予旧边界图，计划约定期限向沙俄抗议此事，不成；寻因招降韩边外，于光绪七年（1881年）被召回京升任太仆寺卿。于是吴大澂于当年5月19日上奏提议在吉林建立军械局为满洲防务提供军火军需。吴氏亲自选择了吉林省城东、松花江北岸，创立此局。本地人因此称之为“东局子”。
吉林机器局也制造了中国第一批机制银币，即光绪八年（1882年）“厂平壹两”银元。分为厂平一两、七钱、半两、三钱、一钱5种面值的银钱，均由兼任金石学家的吴氏提笔书写。今日该币市价极高。在此基础上，光绪二十二年（1896年）起，吉林机器局开始市制七钱二分标准银元“龙洋”。
光绪二十六年（1900年）9月，八国联军侵华，沙俄策应联军行动，侵略东北，占据吉林，捣毁了这座耗资近250万两白银的军火工厂。俄兵将机器局机器、档案、成品全部掠去或毁坏。光绪二十七年（1901年）沙俄退兵，此后吉林机器局仅用于生产银元。光绪三十一年（1905年）吉林机器局改为吉林造币局；光绪三十三年（1907年），吉林、奉天银元局厂合并为东三省制造银元总局。据张立明、游孚生编著《吉林铸币》载：从光绪二十七年至三十三年吉林造币局共铸造七钱二分银元4,734,717枚。
宣统元年（1909年）成立“吉林军械专局”。民国十七年（1928年），时任吉林省政府主席张作相组织人员予以重修，在土墙外修建4米高的青砖墙，四角增建炮楼。九一八事变后，吉林沦陷。日寇将吉林军械厂的库存洋药全部掠夺，所有机械设备以战胜品的名义抢走，设立了伪省地方警察学校，训练敌伪的爪牙，厂房作为关东军的军品仓库和军械修理厂，后改称“满铁修理厂”“特钢冶炼所”。八一五光复后，吉林机器局又作为吉林保安司令部修械所。
吉林市解放后，吉林机器局最初为军工部第七办事处吉林三厂，后改为国营江北机械厂第五车间，1995年又改作军工塑料分厂。

## 保护与改造
吉林机器局旧址于2001年12月5日登录为吉林市文物保护单位；2007年5月31日登录为吉林省文物保护单位；2019年10月7日登录为全国重点文物保护单位。江北机械厂于2001年撤走。
原机器局北门两侧有棚屋，为当代建筑。2005年拆去北门东侧棚屋，原址现为江湾名苑3号楼；2011年又拆去北门西侧棚屋，原址兴建仿古建筑吉林市艺术中心创研楼，同时修缮老厂房3座，成为吉林市艺术中心。